# 연암공과대학교
연암공과대학교(蓮庵工科大學校, Yonam Institute of Technology)는 대한민국 경상남도 진주시에 위치한 사립 전문대학이다.

## 연혁
1981년 학교법인 연암학원에 의하여 연암공업전문대학이 설립되었다. 이듬해인 1984년 개교하였다. 1998년 연암공업대학으로 교명을 변경하고, 2016년 연암공과대학교로 교명을 변경하여 현재에 이르고 있다.

## 교육편제
연암공과대학교는 계열과 학부 설치 없이 전기전자공학과, 스마트전기전자공학과, 기계공학과, 스마트기계공학과, 스마트소프트웨어학과 등 5개 학과를 설치하고 전문학사 학위 과정을 교수하고 있다.

## 캠퍼스 풍경
연암공과대학교는 경상남도 소재 사립 전문대학으로, 가좌동에 그 캠퍼스가 위치한다. 캠퍼스 내 약 12동의 건축물이 위치하고 있다. 캠퍼스 동부 진주대로가 접속되어 접근이 가능하다. 캠퍼스는 수평 방향으로, 서측에 대학본부 등 건축물과 시설이 있고, 동측으로 운동장이 먼저 진주대로와 접하는 구조로 되어있다.

## 같이 보기
- 대한민국의 교육